# Alter Friedhof (Flensburg)

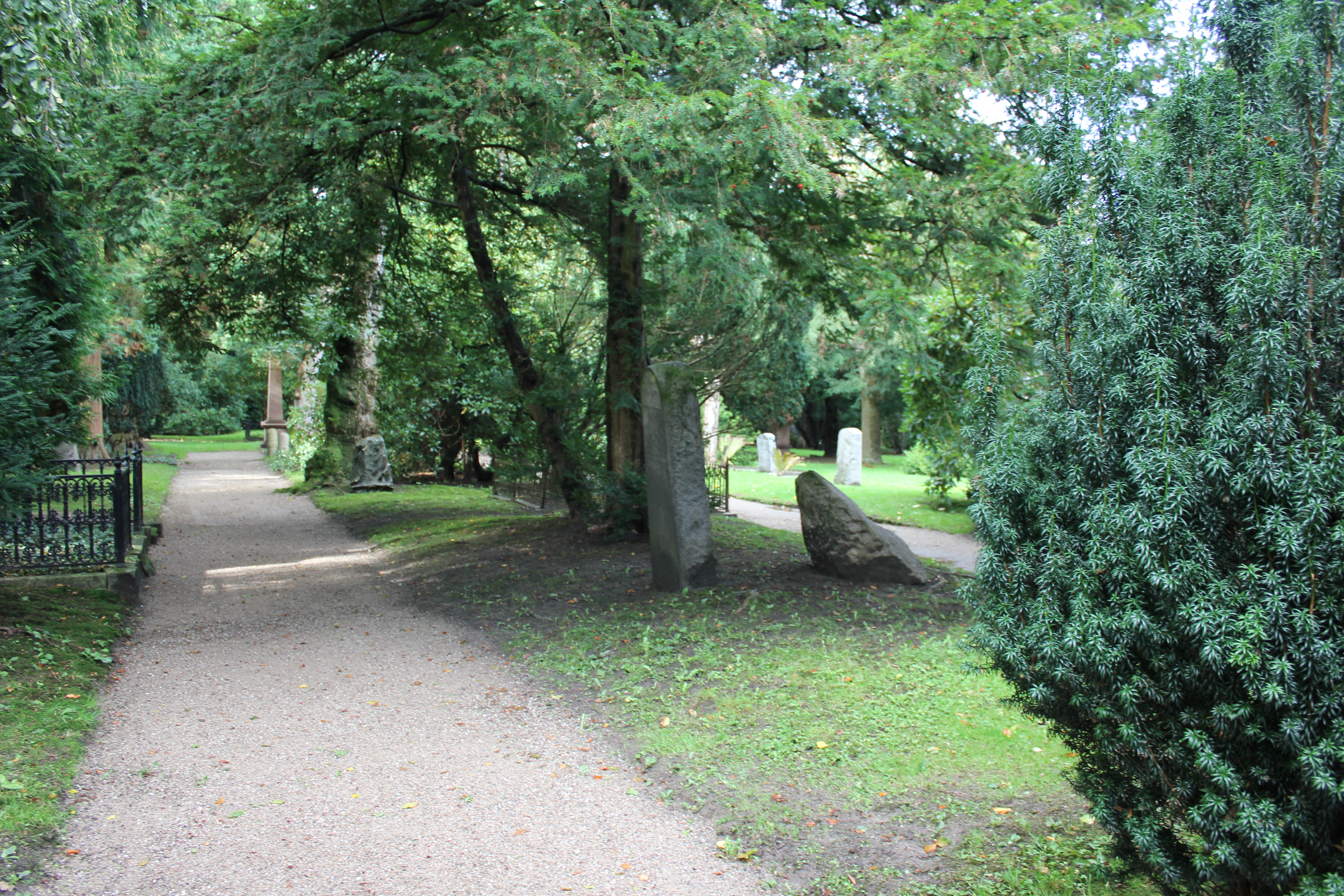
Alter Friedhof (2011)

Als Alter Friedhof (dänisch Den Gamle Kirkegaard) bezeichnet man den ältesten erhaltenen Friedhof der Stadt Flensburg, der gleichzeitig als einer der ältesten kommunalen Begräbnisplätze in ganz Nordeuropa gilt. Der Alte Friedhof gehört zum städtischen Museumskomplex.

## Geschichte
Da die hygienischen Zustände an vielen Begräbnisplätzen in den Städten, die meist im dicht bebauten Gebiet um die Kirchen herum lagen, zu Beginn des 19. Jahrhunderts immer schlechter wurden, ordnete die Regierung der dänischen Monarchie 1807 die Anlage neuer Friedhöfe außerhalb der Städte an. Flensburg kam diesem Gesetz als erste Stadt nach, als man ein langgestrecktes stadtnahes Grundstück auf der Westlichen Höhe auf dem Stadtfeld erwarb.
1810 wurde mit den Bauarbeiten unter der Gesamtleitung des Architekten Axel Bundsen begonnen. Am nördlichen Ende entstand die Friedhofskapelle, ein Hauptwerk des Klassizismus in der Region, entworfen von Axel Bundsen. Die gärtnerischen Anlagen wurden von Vollert Heinrich Munderloh (1786–1872) geschaffen, der anschließend bis an sein Lebensende Aufseher über den Friedhof war. Der Friedhof wurde am 25. Juni 1813 eingeweiht. Der Friedhof besaß auch Elemente eines Landschaftsparks und sollte ausdrücklich auch für Spaziergänger gedacht sein. Seine Grundfläche hat die Form eines langgestreckten Tropfens. Hierzu wurde der Architekt wohl durch einen antiken menschenförmigen Sarkophag aus der Zeit um 400 v. Chr. inspiriert, der sich in der „Mumiengrotte“ in Stuhrs Landschaftsgarten befand. Analog hierzu war der Friedhof auch von einer Zyklopenmauer nach antiken Vorbildern eingefasst.
In den 1820er Jahren entstand so auch die Sphinx die das Grabmal der Eheleute Görrissen bewacht, dass sich damit in seiner Gestaltung von den anderen Gräbern heraushebt.

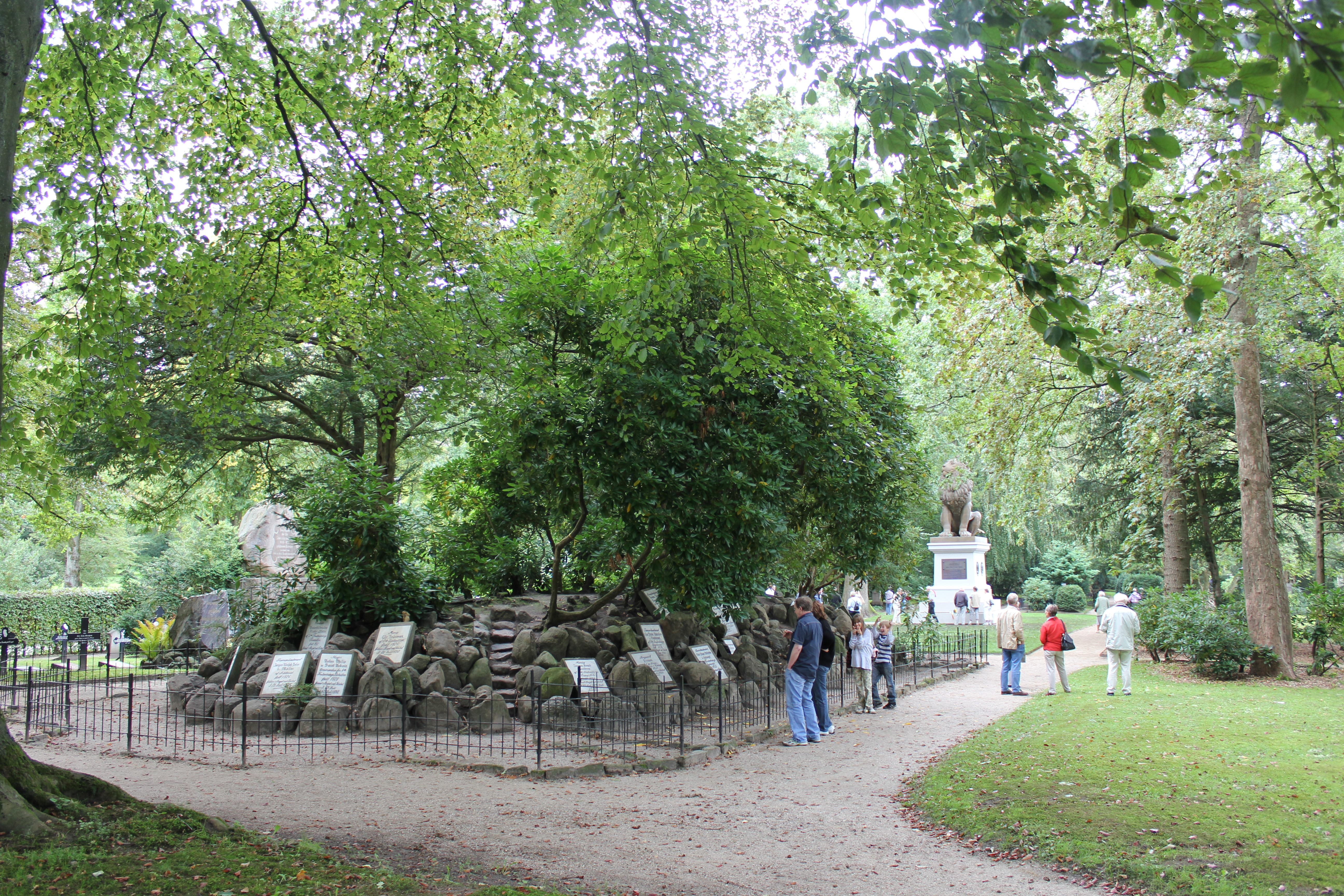
Grabhügel mit 51 Steinen und Idstedt-Löwe (2011)

Bis 1873 blieb der Alte Friedhof der einzige in der nun stark wachsenden Stadt. In jenem Jahr wurde etwas weiter westlich der zunächst so genannte Neue Friedhof eröffnet, kurz vor der Jahrhundertwende folgte der noch ausgedehntere Friedhof am Friedenshügel, die ihrerseits heute bedeutende Flächendenkmäler sind. 1909 beschloss die Stadt die Auflassung des historischen Begräbnisplatzes. Dies wurde jedoch allein durch die Besitzer der zahlreichen Erbbegräbnisse verhindert. Die meisten anderen älteren Grabdenkmäler wurden jedoch zu dieser Zeit zerstört. Beisetzungen fanden auf dem Alten Friedhof seither nur noch in Ausnahmefällen statt. Im April 1953 wurde der Alte Friedhof dann endgültig aufgelassen.
Insgesamt fanden auf dem Alten Friedhof wohl um die 25.000 Beisetzungen statt, heute sind ca. 500 Grabstätten erhalten.
Heute steht das Denkmalsensemble aus Kapelle, erhaltenen Grabmälern und der Parkanlage unter Denkmalschutz. Im südlichen, von Gräbern 1909 fast freigeräumten Teil erhebt sich seit 2011 wieder der Idstedt-Löwe in Erinnerung an die Schlacht von Idstedt in Schleswig-Holsteinischen Erhebung am 25. Juli 1850 und an die heute überwundenen deutsch-dänischen Gegensätze jener Zeit.

## Bedeutende Gräber
| Name                                  | Lebensdaten           | Beruf                                                                                   | Motiv | Künstler | Foto |
| ------------------------------------- | --------------------- | --------------------------------------------------------------------------------------- | --- | --- | ---- |
| Maria Margaretha Christiansen         | 1807–1813             |                                                                                         | Sandsteinsäule, die von einer ägyptischen Canope bekrönt.                                                                            | |      |
| Franz Christoph von Bülow             | 1757–1835             | Zollverwalter                                                                           | Leere Grotte, früher mit Figur einer trauernden Frau.                                                                                | Johannes Wiedewelt |      |
| Friedrich Wilhelm Funke               | 1785–1862             | Kaufmann und Bürgermeister                                                              | Zwei gusseiserne Kreuze, Felsen und klassizistischer Pfeilergrag. Größeres Kreuz verziert mit dem Haupt Christi mit dem Dornenkranz. | Christian Friedrich Tieck (Haupt Christi)                                                                                |      |
| Mommsen, Helena Maria, geb. Görrissen | 1793–1820             |                                                                                         | Zweifach gestufter Sandsteinblock mit Sphinx, trägt wahrscheinlich die Gesichtszüge von Helena Maria Mommsen, geb. Görrissen.        | Christian Daniel Rauch (wahrscheinlich)                                                                                  |      |
| Gottfried Johann Nerong               | 1765–1832             | Kaufmann, Hospitalvorsteher, Stadtverordneter und königlich dänischer Agent und Senator | | |      |
| Christian Paulsen                     | 1798–1854             | dänischer Etatsrat                                                                      | | Laurits Albert Winstrup                                                                                                  |      |
| Andreas Christiansen                  | 1743–1811             | Kaufmann und Reeder                                                                     | Neogotisches gusseisernes Tabernakelgrabmal                                                                                          | Karl Friedrich Schinkel (direkt auf seinen Entwurf zurückgehend, geschaffen in der Königlichen Eisengießerei in Berlin). |      |
| Jacob Petersen Schmidt                | 1772–1823             |                                                                                         | Kleiner, gusseiserner Rundtempel auf einem hohen runden Sockel.                                                                      | Karl Friedrich Schinkel (direkt auf seinen Entwurf zurückgehend, geschaffen in der Königlichen Eisengießerei in Berlin). |      |
| Botilla und Asmus Andersen            | 1749–1821 / 1747–1826 |                                                                                         | Antikisierenden Form eins Cippus mit Aufsatz.                                                                                        | Karl Friedrich Schinkel (direkt auf seinen Entwurf zurückgehend, geschaffen in der Königlichen Eisengießerei in Berlin). |      |
| Nicolay Jensen                        | 1764–1833             | Färber                                                                                  | Gusseiserner Cippus mit Palmettenakroterien in der Mitte und in den Ecken der Giebel, darunter ein umlaufender Palmettenfries        | Karl Friedrich Schinkel (direkt auf seinen Entwurf zurückgehend, geschaffen in der Königlichen Eisengießerei in Berlin). |      |
| Emil Thomsen                          | † 1830                |                                                                                         | Grabkreuz | Karl Friedrich Schinkel (direkt auf seinen Entwurf zurückgehend, geschaffen in der Königlichen Eisengießerei in Berlin). |      |
| H. P. Johansen                        | 1785–1838             |                                                                                         | Grabkreuz | Karl Friedrich Schinkel (direkt auf seinen Entwurf zurückgehend, geschaffen in der Königlichen Eisengießerei in Berlin). |      |
| Theodor Herzbruch                     | 1823–1891             | Buchhändler und Verleger                                                                | Grabstein in Form eines Buches | |      |
| Vollert Heinrich Munderloh            | 1786–1872             | Friedhofsaufseher                                                                       | | |      |
| Andreas Peter Andresen                | 1771–1832             | Bürgermeister                                                                           | | |      |
| Hans Andreas Klewing                  | 1807–1879             | Bildhauer                                                                               | | |      |

## Kriegergräber
Im südwestlichen Teil des Friedhofs finden sich zahlreiche Gräber von Gefallenen der Schleswig-Holsteinischen Erhebung von 1848 bis 1851 und von Gefallenen des Deutsch-Dänischen Kriegs von 1864. Insgesamt wird die Anzahl der bestatteten Gefallenen aus beiden Kriegen auf über 2000 geschätzt.

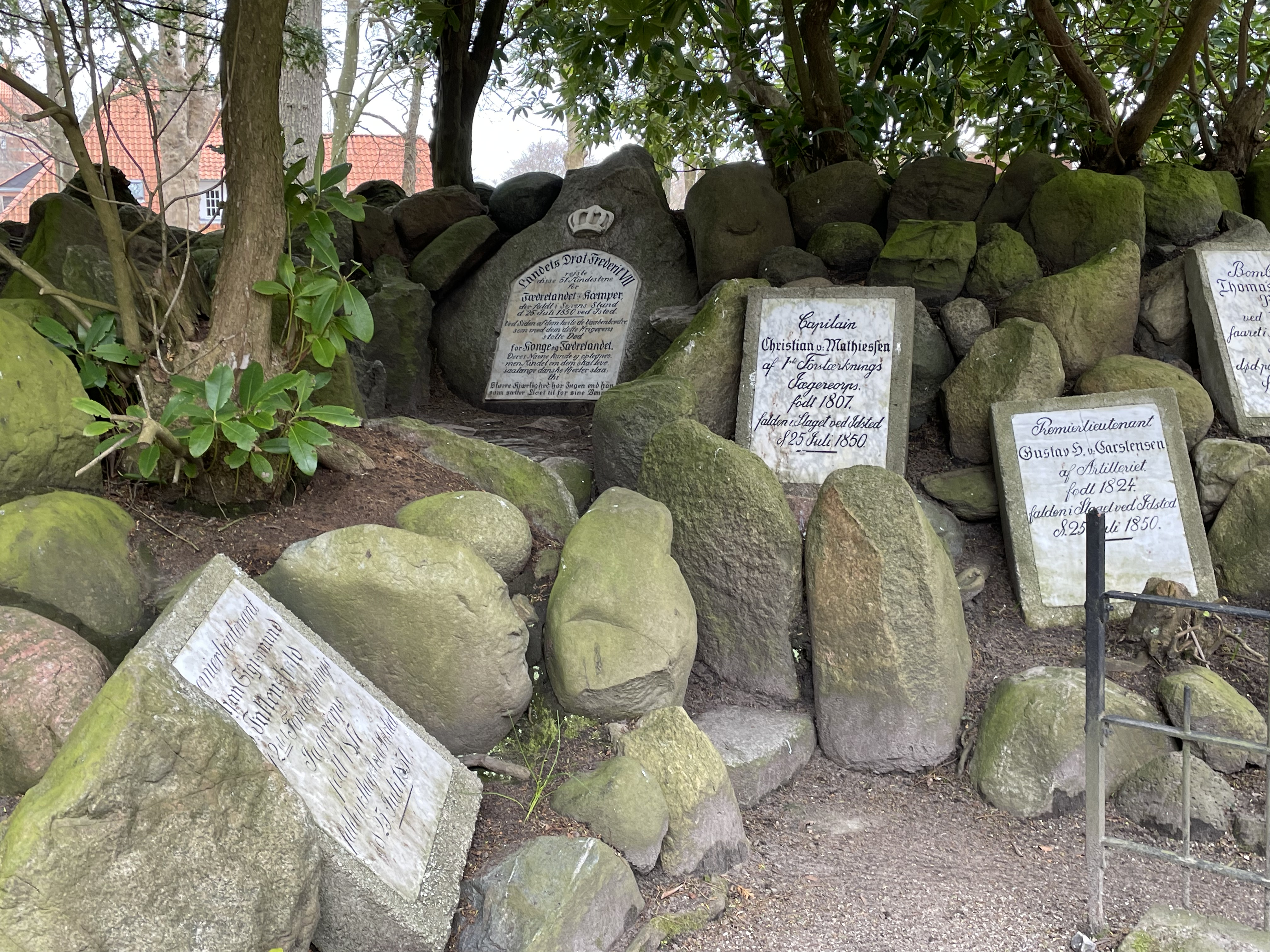
Gedenktafeln für Gefallene der schleswig-holsteinischen Erhebung

Die ersten Kriegergräber wurden für hunderte von Gefallenen der Schlacht von Idstedt angelegt sowohl für schleswig-holsteinische als auch für dänische Opfer.
Für die dänischen Gefallenen wurden auf Anordnung des dänischen Königs Friedrich VII. 51 Marmortafeln aufgestellt. Der dänische Bildhauer Hans Klewing schuf einen eigenen Stein, den sog. „Königstein“ mit einer Inschrift in dänischer Sprache. Ebenfalls von Klewing ausgeführt wurde ein Gedenkstein für die Gefallenen der Schlacht von Bau mit einer prodänischen Inschrift in deutscher Sprache – ein vier Meter hohes und mit Helm und Schwert bekröntes Pfeilermonument. Dieses Denkmal hatten pro-dänische Flensburger Bürger gestiftet. Für die 1848 gefallenen schleswig-holsteinischen Soldaten schuf man einen Stein mit einer gusseisernen Schrifttafel.
Nach 1860 wurde die Anlage der Kriegergräber im Zuge eines verstärkten Nationalismus in pro-dänischer Perspektive umgestaltet. Sichtbarstes Denkmal war der Idstedt-Löwe. Außerdem wurde ein drei Meter hoher und 20 Meter langer Grabhügel angelegt, dorthin wurden die meisten Gefallenen der Schlacht von Idstedt umgebettet. Die Marmorplatten und den Königstein wurden nun um den Grabhügel gruppiert.

Auch zahlreiche Gefallene aus dem Deutsch-Dänischen Krieg 1864 wurden auf dem Alten Friedhof begraben, wovon verschiedene Einzelgräber zeugen. Ein dänisch beschrifteter Gedenkstein erinnert an die zahlreichen Toten aus den Flensburger Lazaretten in den Kriegen von 1848–1851 und 1864. Nach 1864 war es dann auch möglich, Gedenksteine für die auf deutscher Seite Gefallenen der Schlachten von 1848 bis 1851 aufzustellen. 1882 wurden ihnen ein großer Gedenkstein mit deutscher Inschrift gewidmet. 1895 folgte ein Gedenkstein für die 1864 in der Schlacht bei Oeversee gefallenen österreichischen Soldaten.

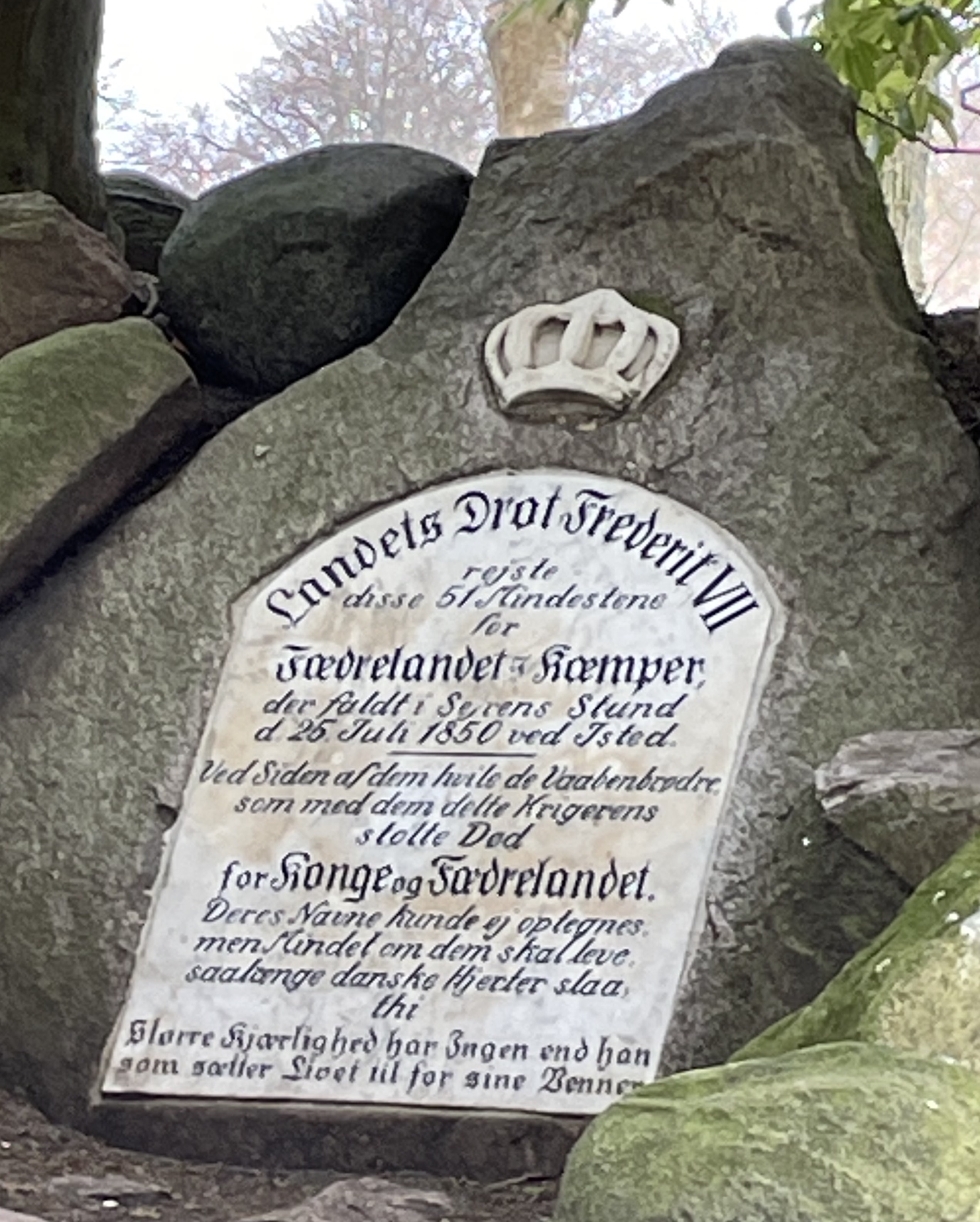
Königsstein von Hans Klewing geschaffen
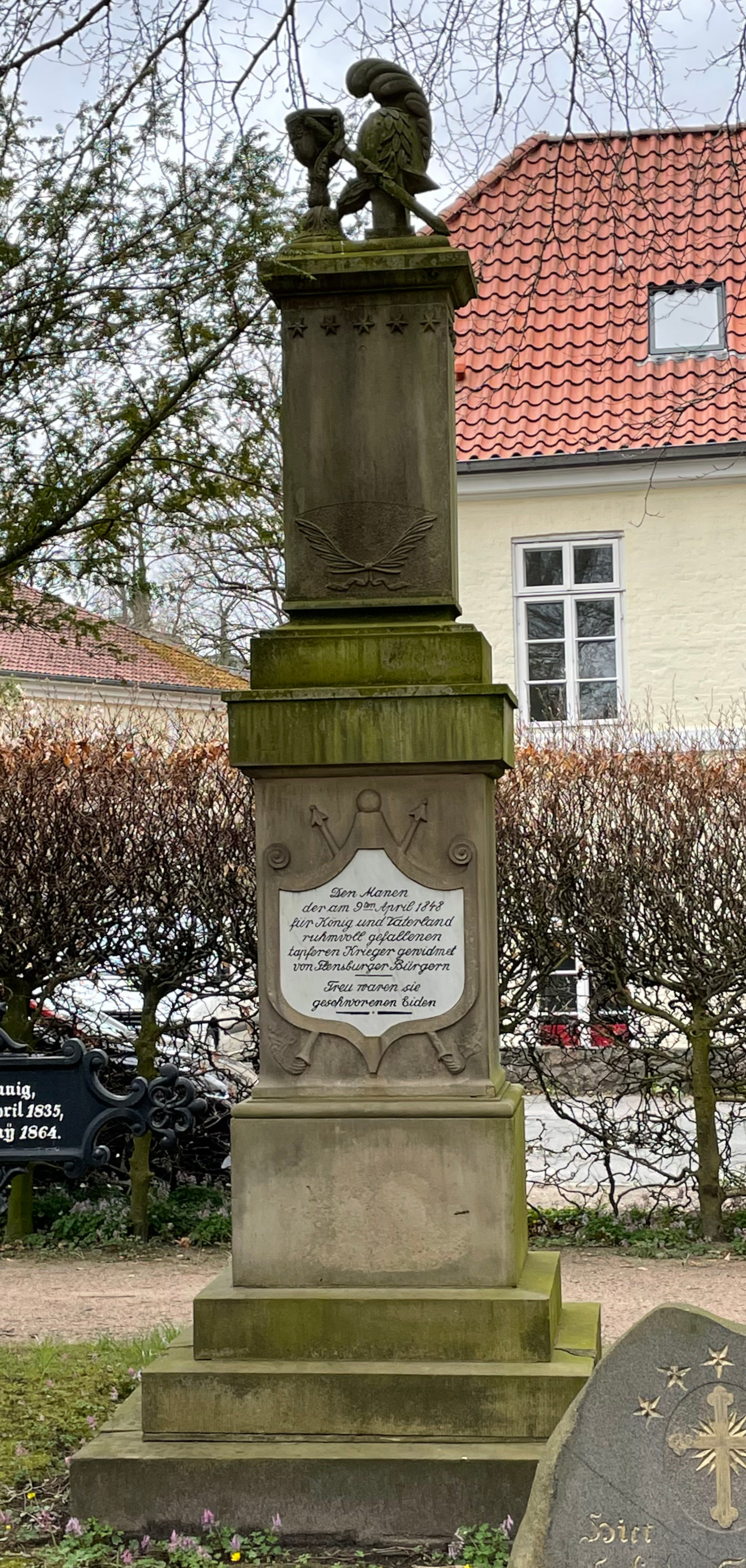
Gedenkstein für die Gefallenen der Schlacht von Bau 1848
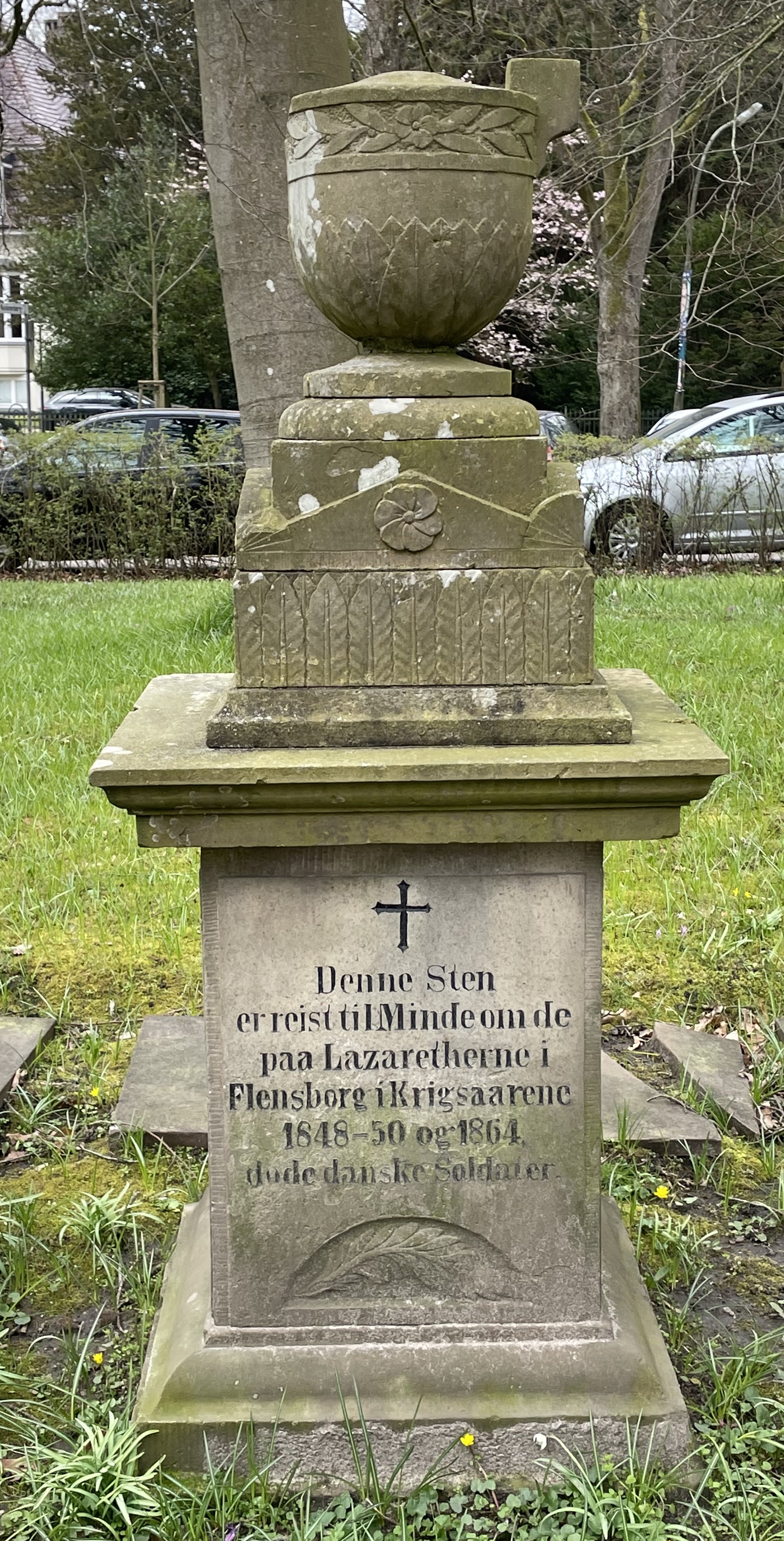
Gedenkstein für Lazarett-Opfer aus den Kriegen 1848–1851 und 1864.
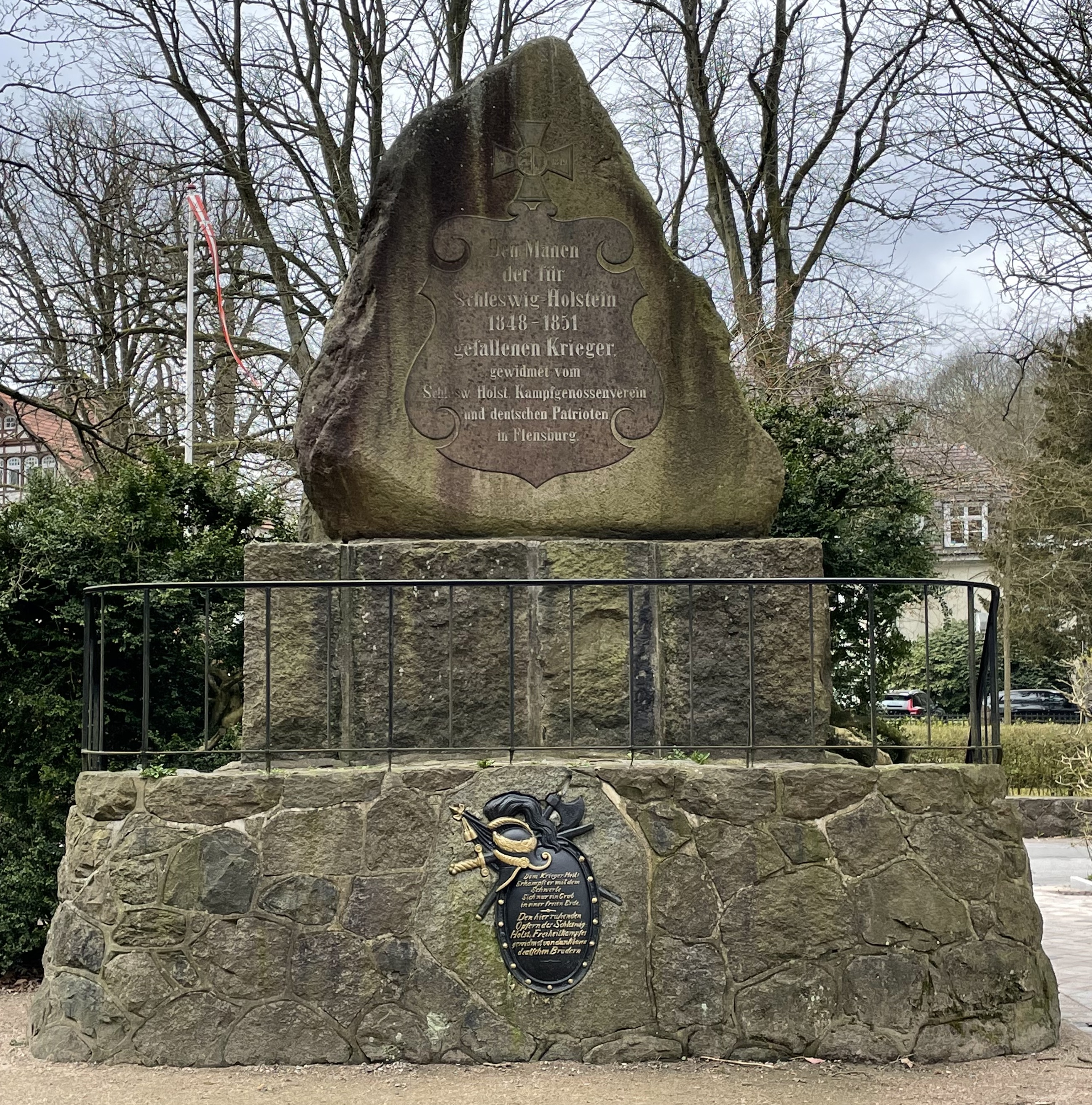
Gedenkstein von 1882, unten angebracht die gusseiserne Gedenktafel für die 1848 gefallenen Schleswig-Holsteiner aus den 1850er Jahren.
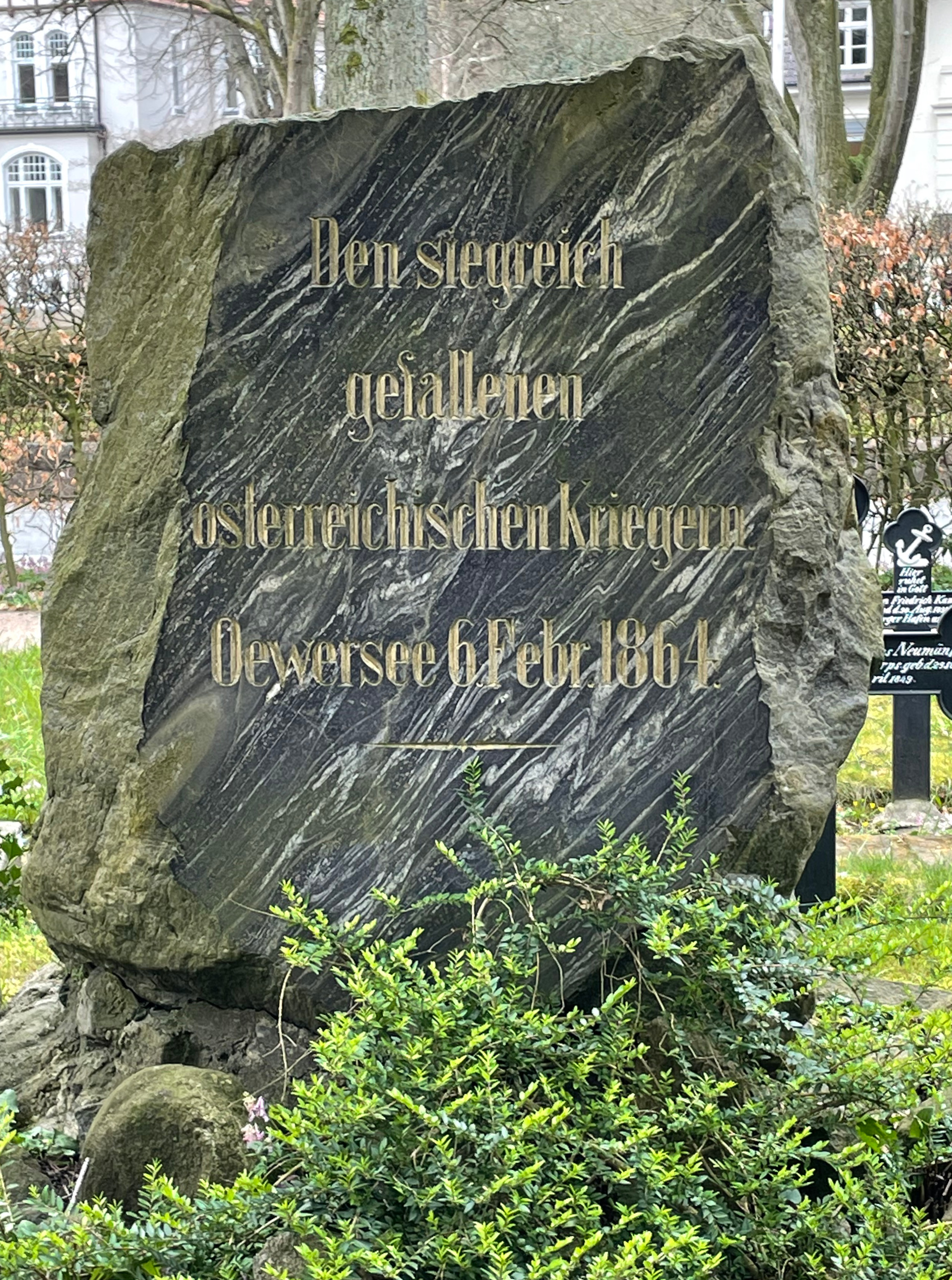
Gedenkstein für die Gefallenen der Schlacht bei Oeversee